# Furchenzahn-Gleithörnchen
Das Furchenzahn- oder Spaltzahn-Gleithörnchen (Aeretes melanopterus) ist ein in China endemisch vorkommendes Gleithörnchen. Benannt ist es nach der vertikalen Furche in den oberen Schneidezähnen, ein unter Gleithörnchen einmaliges Kennzeichen. Davon abgesehen hat das Furchenzahn-Gleithörnchen keine auffälligen Merkmale, die es von anderen Gleithörnchen abweichen lassen. 

## Merkmale
Mit einer Kopf-Rumpf-Länge von 27,5 bis 35,5 Zentimetern und einem ebenso langen Schwanz (27,5 bis 36,2 Zentimeter) ist das Furchenzahn-Gleithörnchen eine mittelgroße Art. Die Hinterfußlänge beträgt 47 bis 63 Millimeter, die Ohrlänge 21 bis 40 Millimeter. In seinem Aussehen unterscheidet es sich nicht wesentlich von anderen Flughörnchenund besitzt wie diese eine Flughaut, die im Fall dieser Art am Rand schwarz gefärbt ist. Das lange und lockere Fell ist oberseits sandbraun bis gräulich, an den Flanken gelblich und unterseits graubeige bis weißlich und die Kehle und das Gesicht sind weißgrau. Der Schwanz ist braun und besitzt keine schwarze Schwanzspitze, die Füße sind schwarz.
Der Schädel hat eine Basislänge von 61 bis 66 Millimeter.

## Verbreitung

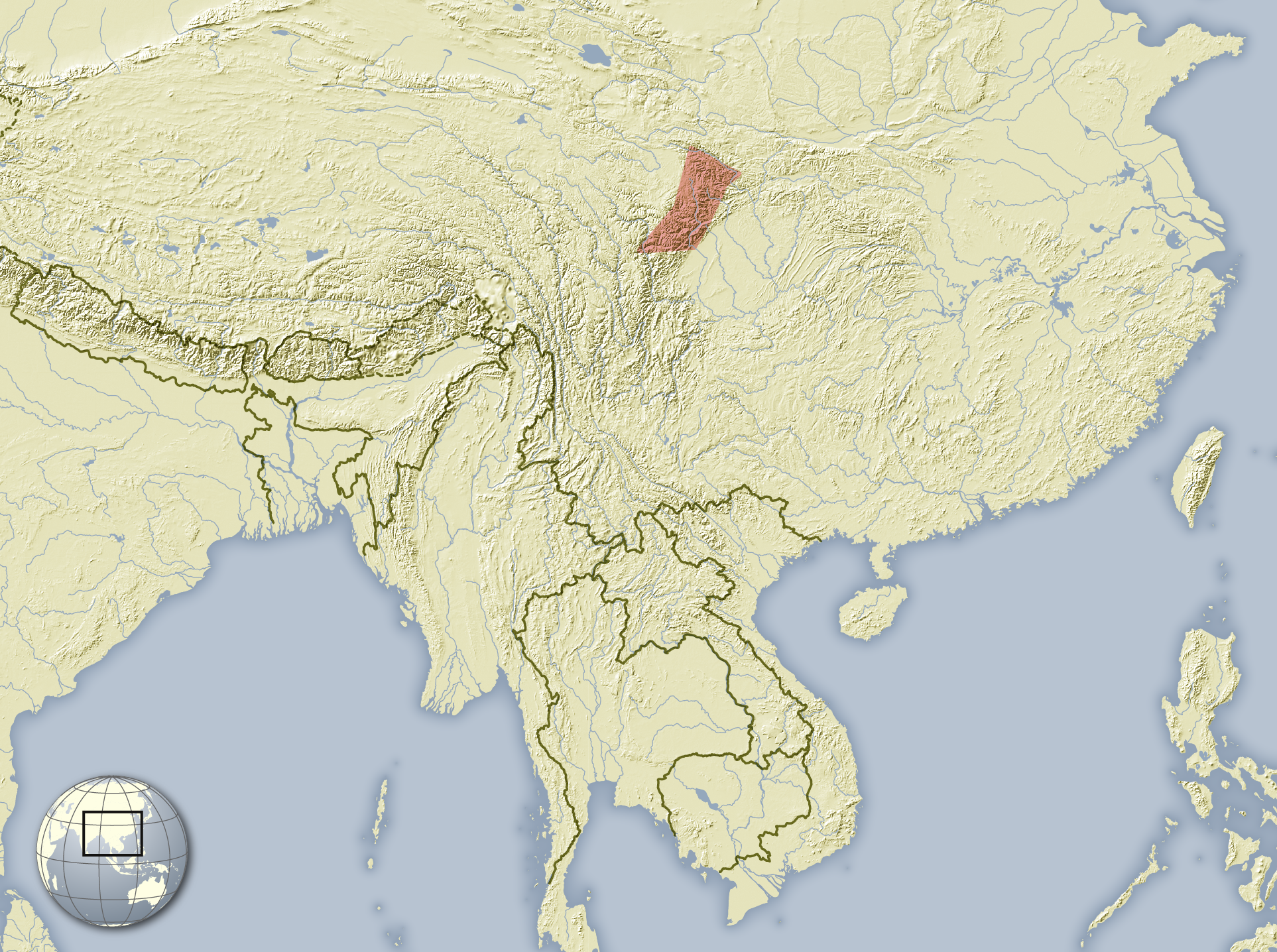
Verbreitungsgebiet des Furchenzahn-Gleithörnchens

Das Furchenzahn-Gleithörnchen ist endemisch in der Volksrepublik China. Es lebt das Furchenzahn-Gleithörnchen in zwei isolierten und weit voneinander getrennten Verbreitungsgebieten: Aeretes melanopterus melanopterus im Norden in der Provinz Hebei und Aeretes melanopterus szechuanensis im Grenzgebiet zwischen Sichuan und Gansu.

## Lebensweise
Über die Lebensweise der Art liegen nur sehr wenige Daten vor. Das Furchenzahn-Gleithörnchen lebt ausschließlich in den Bergwäldern seines Verbreitungsgebietes in Zentral-China in Höhen unterhalb von 3000 Metern.

## Systematik
Das Furchenzahn-Gleithörnchen wird als eigenständige Art und als monotypische Gattung Aeretes eingeordnet. Die wissenschaftliche Erstbeschreibung stammt von Henri Milne Edwards aus dem Jahr 1867, der ein Individuum aus den Bergen der ehemaligen chinesischen Provinz Zhili, heute Hebei, beschrieb.
Neben der Nominatform Aeretes melanopterus melanopterus wird mit Aeretes melanopterus szechuanensis eine weitere Unterart anerkannt.

## Status, Bedrohung und Schutz
Das Furchenzahn-Gleithörnchen wird von der International Union for Conservation of Nature and Natural Resources (IUCN) aufgrund des Rückgangs der Bestände als Art der Vorwarnliste („near threatened“) geführt. Dabei wird ein Rückgang der Populationen von etwa 30 % über die nächsten Jahre angenommen, der vor allem auf die Umwandlung des Lebensraums durch die Rodung von Wäldern zurückgeht. In China wird die Art entsprechend als bedroht eingestuft.
Schutzmaßnahmen sind für diese Art nicht vorhanden, und das Vorkommen in geschützten Gebieten ist unklar.

## Belege
1. 1 2 3  Robert S. Hoffmann, Andrew T. Smith: Northern Chinese Flying Squirrel. In: Andrew T. Smith, Yan Xie: A Guide to the Mammals of China. Princeton University Press, Princeton NJ 2008, ISBN 978-0-691-09984-2, S. 174.
2. ↑  Richard W. Thorington Jr., John L. Koprowski, Michael A. Steele: Squirrels of the World. Johns Hopkins University Press, Baltimore MD 2012; S. 85–86. ISBN 978-1-4214-0469-1
3. 1 2 3  Aeretes melanopterus In: Don E. Wilson, DeeAnn M. Reeder (Hrsg.): Mammal Species of the World. A taxonomic and geographic Reference. 2 Bände. 3. Auflage. Johns Hopkins University Press, Baltimore MD 2005, ISBN 0-8018-8221-4.
4. 1 2 3 4  Aeretes melanopterus in der Roten Liste gefährdeter Arten der IUCN 2013.2. Eingestellt von: Smith, A.T. & Johnston, C.H., 2008. Abgerufen am 11. April 2014.